# نيل دويل
نيل دويل (بالإنجليزية: Neil Doyle)‏ (و. 1978  م) هو حكم كرة قدم، ولاعب كرة قدم أيرلندي، ولد في جمهورية أيرلندا.

## مناصب
تولى منصب الحكام الدوليين للفيفا ‏.